# Acanthochitona viridis
Acanthochitona viridis is een keverslakkensoort uit de familie van de Acanthochitonidae. De wetenschappelijke naam van de soort is voor het eerst geldig gepubliceerd in 1872 door Pease.